# Frente Amplio (Chile)
Die Frente Amplio (deutsch: Breite Front) ist ein linkes Parteienbündnis in Chile. Sie wurde 2017 gegründet und trat erstmals bei der Parlaments- und Präsidentschaftswahl 2017, bei letzterer mit ihrer Kandidatin Beatriz Sánchez an. Bei der Präsidentschaftswahl 2021 war sie Teil der Koalition Apruebo Dignidad. Seit 2022 ist die Apruebo Dignidad Teil der chilenischen Regierungskoalition unter Präsident Gabriel Boric und seinem Kabinett.

## Geschichte
Die Ursprünge der Frente Amplio liegen in den Schüler- und Studentenprotesten in Chile 2011, bei denen die beiden späteren Gründerväter der Parteienkoalition, Gabriel Boric und Giorgio Jackson, an ihren jeweiligen Universitäten Anführer der Protestbewegung waren. Die links geprägten Proteste richteten sich vor allem auf umfassende Reformen im Bildungswesen, das noch maßgeblich von Regelungen, die aus der Zeit der Militärdiktatur unter Augusto Pinochet stammten, geprägt wurde. Bei der Parlamentswahl in Chile 2013 erhielten sowohl Boric als auch Jackson als unabhängige Kandidaten in ihrem jeweiligen Wahldistrikt genügend Stimmen, um als Abgeordnete in die Abgeordnetenkammer Chiles einzuziehen. Im Frühjahr 2016 begannen erste Gespräche von Jackson und Boric sowie mit weiteren Politikern über die Gründung einer neuen, linken Parteienkoalition in Chile. Mehrere Mitglieder der Partei Revolución Democrática traten daraufhin aus der Regierung von Michelle Bachelet und ihrer Koalition Nueva Mayoría zurück. Am 21. Januar 2017 wurde die Frente Amplio offiziell gegründet. Insgesamt waren damals 14 Parteien Mitglieder der Koalition.
Bis zum Mai 2017 wurden insgesamt über 49.000 Unterschriften gesammelt, sodass die Koalition an offiziellen, von der Wahlbehörde SERVEL organisierten Vorwahlen zur Präsidentschaftswahl 2017 teilnehmen konnte. Bei den am 2. Juli 2017 durchgeführten Vorwahlen setzte sich schließlich Beatriz Sánchez mit gut 60 % der Stimmen gegen ihren Herausforderer Alberto Mayol durch. In den Umfragen bis zur Wahl im November lag Sánchez zumeist knapp hinter Alejandro Guillier von der Koalition Nueva Mayoría, aber deutlich hinter dem ehemaligen Präsidenten und Kandidaten der Chile Vamos, Sebastián Piñera, auf dem dritten Platz, jedoch in aussichtsreicher Nähe zur Stichwahl. Letzten Endes verpasste sie mit 20,27 % der Stimmen die Stichwahl knapp, in die Piñera mit 36,64 % sowie Guillier mit 22,70 % der Stimmen einzogen.
Allerdings konnte die Frente Amplio bei den Parlamentswahlen 2017, die parallel zur Präsidentschaftswahl stattfanden, deutliche Gewinne verzeichnen. So gewannen sie in der Abgeordnetenkammer 19 Sitze hinzu und konnten in zwei Regionen, der Región de Arica sowie der Región de Magallanes, sogar stärkste Kraft werden. Daneben konnten sie mit Juan Ignacio Latorre aus der Región de Valparaíso auch erstmals einen Senator im Senat von Chile stellen.
Im Zuge der sozialen Proteste in Chile ab 2019 kam es zu Streit innerhalb der Koalition. Einige Vertreter hatten den „Acucerdo por la Paz y una Nueva Constitución“ unterschrieben, ein Abkommen, das die Schaffung einer neuen Verfassung unter gewissen Voraussetzungen ermöglichte. Allerdings waren einige Mitgliedsparteien mit der Zustimmung zu diesem Abkommen nicht einverstanden, sodass infolgedessen mehrere Parteien die Koalition verließen. Deswegen entschloss sich die Koalition, für die Wahl zur Verfassunggebenden Versammlung 2021 einen Wahlpakt mit der Koalition Chile Digno, Verde y Soberano einzugehen. Dieser Wahlpakt wurde am 11. Januar 2021 unter dem Namen Apruebo Dignidad offiziell gegründet. Bei der Wahl konnte die Koalition erneut Erfolge vorweisen, so wurde die Koalition Apruebo Dignidad mit 18,74 % der Stimmen zweitstärkste Fraktion. Die Frente Amplio konnte bei den parallel stattfindenden Regionalwahlen auch überzeugen, so gewannen zwei ihrer Kandidaten die Wahlen zu Regionalgouverneuren. Daneben stellte die Koalition nach der Wahl 12 Bürgermeister in Gemeinden in Chile.
Auch für die Präsidentschaftswahl in Chile 2021 tritt die Frente Amplio als Teil der Koalition Apruebo Dignidad an. Bei den koalitionsinternen Vorwahlen setzte sich der Kandidat der Frente Amplio, Gabriel Boric, mit gut 60 % der Stimmen gegen Daniel Jadue von der Partido Comunista de Chile aus der Koalition Chile Digno, Verde y Soberano durch und wurde zum offiziellen Kandidaten der Apruebo Dignidad gekürt.

## Ziele
Die Frente Amplio gibt an, eine Koalition für alle Chileninnen und Chilenen sein zu wollen. Daneben hat sie fünf Prinzipien veröffentlicht:
1. Wir glauben an ein Chile für jede und jeden, das die Umwelt respektiert und in dem soziale Rechte die Basis für eine vollständige Demokratie sind.
2. Wir glauben an eine Gesellschaft der Rechte, die nur durch die Überwindung des aktuellen neoliberalen Wirtschaftsmodells möglich ist.
3. Um diese Ziele zu erreichen, glauben wir an die Notwendigkeit, eine politische und soziale Macht zu gründen, die eine Alternative zum Duopol aus der Rechten und der Nueva Mayoría ist.
4. Wir glauben an die Einheit in der Vielfalt der Kräfte im Wandel, mit partizipativen, demokratischen und pluralistischen Berufungen, die in der Lage ist, völlig unabhängig von der Wirtschaft zu handeln.
5. Wir glauben an eine partizipative Demokratie, für die wir unser Programm offen und verbindlich gestalten.

International bestehen Kontakte zu anderen linken Parteien, insbesondere der gleichnamigen Frente Amplio aus Uruguay sowie der Podemos aus Spanien.

## Parteien der Koalition

### Aktuelle Mitglieder
Aktuell sind folgende Parteien Mitglieder der Koalition:
| Partei/Bewegung        | Parteichef          | Anzahl Abgeordnete | Anzahl Senatoren |
| ---------------------- | ------------------- | ------------------ | ---------------- |
| Revolución Democrática | Margarita Portuguez | 6/155              | 1/43             |
| Convergencia Social    | Alondra Arellano    | 4/155              |                  |
| Comunes                | Jorge Ramírez       | 2/155              |                  |
| Movimiento Unir        | Lorena Fries        | 1/155              |                  |
| Fuerza Común           | Fernando Atria      | 0/155              |                  |

### Ehemalige Mitglieder
In der Geschichte der Frente Amplio waren eine Vielzahl von Parteien Mitglied der Koalition. In Klammern stehen die Jahre der Mitgliedschaft. Diese waren:
- País (2017)
- Partido Humanista de Chile (2017–2019)
- Partido Igualdad (2017–2019)
- Partido Liberal (2017–2020)
- Partido Ecologista Verde de Chile (2017–2019)
- Movimiento Democrático Popular (2017–2019)
- Movimiento Democrático Progresista (2017–2018)
- Partido Pirata de Chile (2017–2019)
- Izquierda Libertaria (2017–2019)

## Wahlergebnisse

### Präsidentschaftswahlen
| Wahl | Kandidat        | 1. Wahlgang | 1. Wahlgang | 1. Wahlgang | Ergebnis      |
| Wahl | Kandidat        | Stimmen     | %           |             | Ergebnis      |
| ---- | --------------- | ----------- | ----------- | ----------- | ------------- |
| 2017 | Beatriz Sánchez | 1.336.161   | 20,27 %     | \| \| \|    | Nicht gewählt |
|      |                 |             |             |             |               |

### Parlamentswahlen
|  |  |

|  |  |

### Wahlen der Regionalgouverneure
|  |  |

|  |  |

### Munizipalwahlen
|  |  |

|  |  |